# Adolf Friedrich von Rochow

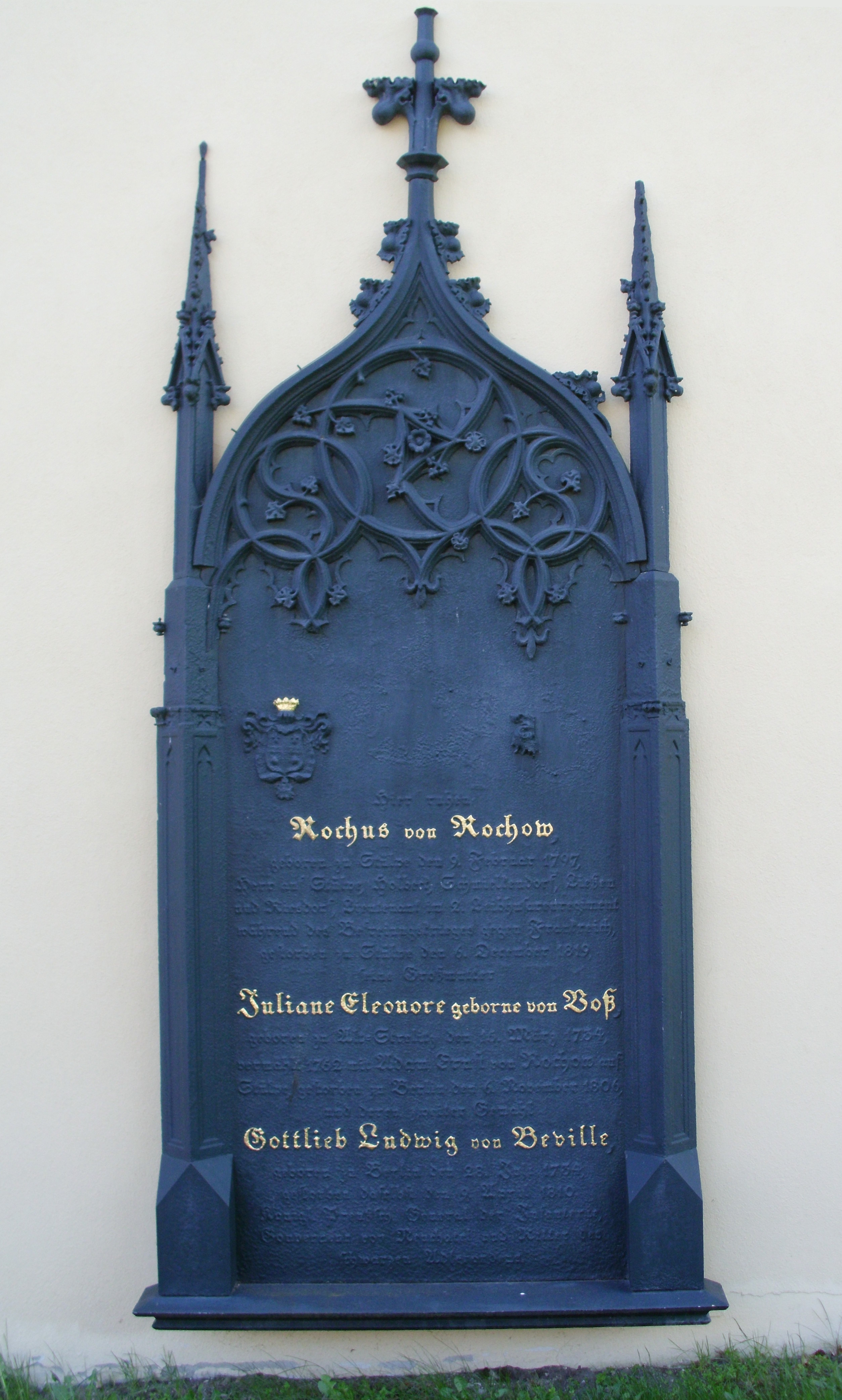
Grabplatte der Familie an der Kirche in Stülpe

Adolf Friedrich von Rochow (* 2. Dezember 1758 in Neustrelitz; † 9. Februar 1813 in Berlin) war ein königlich preußischer Kammerherr und Gutsbesitzer auf Stülpe.

## Leben
Er war Mitglied einer der ältesten märkischen Adelsfamilien und der vierte Sohn des Adam Ernst II. von Rochow (1705–1759), Gutsherr auf Stülpe sowie Landrat des Kreises Luckenwalde, und dessen dritter Ehefrau Juliane Eleonore von Voß-Gievitz (* 15. März 1734; † 6. November 1806). Adolf Friedrich heiratete in erster Ehe Henriette Karoline von Hake-Selbelang. In zweiter Ehe heiratete er am 31. Januar 1790 auf Gut Stülpe Luise Charlotte von Wakenitz, geschiedene Gräfin von Wartensleben, (* 21. Dezember 1755; † 10. Juni 1831 in Berkholz bei Schwedt/Oder). Aus der letztgenannten Ehe sind eine Tochter und ein Sohn hervorgegangen. Der Sohn und Erbe Rochus (* 9. Februar 1797; † 6. Dezember 1819) brachte es bis zum Leutnant im 2. Leibhusaren-Regiment und starb unvermählt.
Adolf Friedrich wiederum war selbst jung Miteigentümer von Stülpe geworden. Miterben waren seine älteren Halbbrüder Ernst Wilhelm von Rochow (1743–1773) und Friedrich Ludwig von Rochow-Plessow (1745–1808). Durch Losentscheid wurde Adolf Friedrich dann 1760 alleiniger Eigentümer von Stülpe samt Zubehör. Ab 1770 war er Zögling auf der Brandenburger Ritterakademie und studierte anschließend in Halle (Saale) und 1778 in Frankfurt a. O. Als Gutsherr bewohnte er das von seinem Vater vor 1754 errichtete neue Stülper Herrenhaus und betätigte sich gleichfalls als Bauherr vor Ort. So ließ Adolf Friedrich als vermögender Gutsbesitzer auf einem Vorwerk ein Schäferhaus, direkt in Stülpe ein neues Forsthaus sowie ein neues Schulhaus, auf dem Golmberg ein zweigeschossiges Sommerhaus mit Turm und Stube für die Dienerschaft erbauen. In Ließen ließ er gleich zu Beginn des Erbantritts noch unter Vormundschaft seines Onkels Gottfried Christian von Rochow-Plessow (1707–1774) eine neue Patronatskirche erbauen. Eine Übersicht über den Nachlass des Adolf Friedrich von Rochow aus 1813 ist erhalten geblieben. In der Familienchronologie wird er unter Adolf Friedrich IV. von Rochow geführt.